# Кабелскетал
Кабелскетал (њем. Kabelsketal) општина је у њемачкој савезној држави Саксонија-Анхалт. Једно је од 29 општинских средишта округа Зале. Према процјени из 2010. у општини је живјело 9.066 становника. Посједује регионалну шифру (AGS) 15088150.

## Географски и демографски подаци
Кабелскетал се налази у савезној држави Саксонија-Анхалт у округу Зале. Општина се налази на надморској висини од 113 метара. Површина општине износи 51,0 km². У самом мјесту је, према процјени из 2010. године, живјело 9.066 становника. Просјечна густина становништва износи 178 становника/km².